# ヤン・ティンバーゲン
ヤン・ティンバーゲン（オランダ語: Jan Tinbergen, 1903年4月12日 - 1994年6月9日）は、オランダのデン・ハーグ出身の経済学者である。オランダ語読みではヤン・ティンベルヘン。
計量経済学の誕生期1930年代からすでに計量分析に関わってきた。1969年には経済過程の分析に対する動学的モデルの発展と応用の功績が称えられ、ノルウェーの経済学者ラグナル・フリッシュとともに世界最初のノーベル経済学賞を受賞した。

## 略歴
- 1903年 デン・ハーグで生まれる。
- ハーグの高校に通う。
- 1922年 ライデン大学で物理学を学ぶ（～1926年）。
- 1929年 物理学と経済学の極大・極小問題に関する論文で博士号を取得。
- 1929年 オランダ中央統計局に勤務し、景気循環研究に入る。
- 1931年 アムステルダム大学の統計学の非常勤講師となる。
- 1933年 オランダ経済大学（ネーデルランド・スクール・オブ・エコノミックス、現エラスムス・ロッテルダム大学）の非常勤講師となる。
- 1936年 オランダのマクロ経済モデルを作る。
- 2年間、ジュネーブの国際連盟に勤務（中断期間）。
- 1945年 オランダ中央統計局を辞め、新設されたオランダ経済計画局の長官を務める（～1955年）。
- 1955年 オランダ経済大学（現エラスムス・ロッテルダム大学）の開発計画学の教授となり、同大学付設のオランダ経済研究所の所長を兼務した。
- 1966年 - 1975年 国連開発計画委員会の委員長を務めた（別の資料によると1965年～1972年）。
- 1967年 エラスムス賞受賞。
- 1969年 計量経済学への貢献とのその政策分野への応用等の功績により、第1回ノーベル経済学賞を授与された。
- 1970年 国連開発計画委員会が発表した『Preparation of Guidelines and Proposals for the Second United Nations Development Decade（第二次国連開発10年のためのガイドラインと提案）』は1970年代の開発戦略の方向付けに大きな影響を及ぼした。この報告は『ティンバーゲン報告』とも呼ばれる。
- 1973年 ライデン大学にある国際協力の教授となる。
- 1975年 退官。
- 1994年 ハーグで死去（91歳）。

## 業績
- ティンバーゲンは国家規模のマクロ経済学のモデルを初めて開拓した人物であり、最初にオランダの経済モデルを構築し、その後アメリカ合衆国とイギリスに対して経済モデルを適用した。ティンバーゲンはエラスムス・ロッテルダム大学に計量経済学研究所を設立した。

- ティンバーゲンの主要研究領域は、大きく3つの分野に分けられる。
1つは、ミハウ・カレツキ・ラグナル・フリッシュ等の巨視的景気循環モデルとアーヴィング・フィッシャー・ラグナル・フリッシュなどが考案した多元相関分析を利用したものであり、後の展開の源流となった景気循環のマクロ計量経済的モデルを構築した。『An Econometric Approach to Business Cycle Problems（景気循環の諸問題に対する計量経済学的接近）』（1937年）、『Statistical Testing of Business Cycle Theories（景気循環理論の統計的検証）』（1939年）等が主要文献である。同時期にユリシーズ・リッツらとともにくもの巣理論を発表し、経済動学理論の幕開け的役割を果たした。

- 2つ目は経済計画の作成に計量経済学的手法を適用して、短期政策モデル（オランダ・モデル）を作成したことである。主要文献として『Centralizatoin and Decentralization in Economic Policy』（1954年）、『On the Theory of Economic Policy』（1952年）、『Economic Policy: Principles and Design』（1956年）等がある。

- 3つ目は、長期経済計画、発展途上国の開発、経済体制の問題の研究である。

- ティンバーゲンの業績は後にローレンス・クラインによって体系化され、クラインのノーベル経済学賞の受賞にも貢献した。

### くもの巣理論
- pt, qtd, qts をそれぞれある財の t 期の価格、需要量、供給量とし、qtd = D (pt) および qts = S (pt-1) と表されるとする。今期の供給量は前期の価格に応じて固定されているため、今期の価格は qtd をこの固定的な供給量に一致させるように決定される。この価格の変動経路を需要曲線が通常の勾配を持つとするならば、「くもの巣」状になる。

- また、この体系の定常解 p* は、|D’ (p*)| > |S’ (p*)| を満たせば安定であることも明らかである。一般に、農産物の収穫量は、前期の価格水準に応じて定まる作付け規模等に支配されるため、くもの巣理論は、しばしば農産物価格の変動を説明するために利用される。

### ティンバーゲンの定理
- N個の独立した政策目標を同時に達成するためにはN個の独立な政策手段が必要である、という定理[1][2]。たとえば、固定相場制度（為替レートの固定）と景気安定化政策（インフレやGDPギャップの調節）という2つの目標を達成するには、金融政策と財政政策のような2つの独立した政策手段が必要となる。一方で、変動相場制度に移行した場合、為替レートを固定するという政策目標がなくなって景気安定化という一つの政策目標だけとなるので、金融政策だけで達成が可能になる。また、景気安定化に金融政策が用いられる場合、バブル回避などの資産価格問題には金融政策を使うことが出来ないということになり、別の政策手段が必要となる。
- なお、どの目標にどの手段を当てはめるべきかについては、その目標達成のために相対的に最も有効な手段を割り当てるべきであるというマンデルの定理などがある[1][2]。

## その他
- 弟であるニコ・ティンバーゲン（ニコラス・ティンバーゲン）とルーク・ティンバーゲンは著名な鳥類学者であり、ニコ・ティンバーゲンは1973年にノーベル生理学・医学賞を受賞している。

## 主な日本語訳
- 清水幾太郎訳『新しい経済』岩波新書、1964年
- 恒松制治訳『開発計画』鹿島出版会、1970年
- 錦織理一郎・鈴木啓祐訳『計量経済学』政文堂、1971年
- 金森久雄・川勝昭平訳『所得分配論』日本経済新聞出版社、1977年
- 飯塚仁之助訳『景気循環の動態学』文雅堂、1981年
- 尾上久雄訳『経済開発の設計』有斐閣、1985年
- 大石泰彦ほか訳『最適社会秩序の探究　生産、所得および厚生』第三出版、1990年
- ディートリッヒ・フィッシャー共著、服部彰訳『国際平和の経済学　冷戦時代の教訓と国連の強化に向けて』同文舘出版、1994年